# Courmangoux
Courmangoux est une commune française située dans le département de l'Ain en région Auvergne-Rhône-Alpes. Elle se trouve sur la route du Revermont qui relie Treffort-Cuisiat à Coligny. Comme beaucoup de communes de cette contrée, son habitat est assez dispersé mais elle présente la particularité d'être répartie en trois villages principaux où gravitent également de nombreux hameaux : la commune Courmangoux, Roissiat, sa carrière et son sentier Mémoire de pierre  et Chevignat. On peut aussi citer entre Courmangoux et Roissiat, les hameaux de la Teppe et de la Courbatière où a vécu plusieurs années l'écrivain Bernard Clavel.
Ses habitants s'appellent les Curtimengiens et les Curtimengiennes.

## Géographie

### Situation
Localisation
La commune de Courmangoux se situe dans le Revermont bressan. Elle est assez étendue, étant caractérisée par un habitat dispersé en plusieurs hameaux d'importance variable mais ne comptant pas plus d'un centaine d'habitants au maximum.
C'est un village adossé à la montagne jurassienne qui s'ouvre à l'ouest sur la plaine de Bresse et le val de Saône (Mâcon est à une soixantaine de kilomètres), au nord sur le Revermont jurassien (Lons-le-Saunier est aussi situé à une soixantaine de kilomètres) et au sud sur Bourg-en-Bresse, la Dombes et la région lyonnaise.

### Communes  limitrophes
| Verjon                | Salavre                          | Bourcia (Jura)           |
| Villemotier           | Courmangoux                      | Bourcia (Jura)           |
| Saint-Étienne-du-Bois | Val-Revermont (Treffort-Cuisiat) | Val-Revermont (Pressiat) |

### Climat
Pour des articles plus généraux, voir Climat d'Auvergne-Rhône-Alpes et Climat de l'Ain.
En 2010, le climat de la commune est de type climat des marges montargnardes, selon une étude du CNRS s'appuyant sur une série de données couvrant la période 1971-2000. En 2020, Météo-France publie une typologie des climats de la France métropolitaine dans laquelle la commune est exposée à un climat semi-continental et est dans une zone de transition entre les régions climatiques « Bourgogne, vallée de la Saône » et « Jura ».
Pour la période 1971-2000, la température annuelle moyenne est de 11,1 °C, avec une amplitude thermique annuelle de 17,5 °C. Le cumul annuel moyen de précipitations est de 1 234 mm, avec 12,7 jours de précipitations en janvier et 8,3 jours en juillet. Pour la période 1991-2020, la température moyenne annuelle observée sur la station météorologique de Météo-France la plus proche, « Saint-Julien - Sa », sur la commune de Val Suran à 10 km à vol d'oiseau, est de 10,6 °C et le cumul annuel moyen de précipitations est de 1 349,8 mm,. Pour l'avenir, les paramètres climatiques de la commune estimés pour 2050 selon différents scénarios d'émission de gaz à effet de serre sont consultables sur un site dédié publié par Météo-France en novembre 2022.

### Voies de communication et transports
La commune se situe au croisement de la route du Revermont venant de Treffort-Cuisiat qui rejoint l'ex-nationale 83 (la grand-route Bourg-en-Bresse-Lons-le-Saunier) quelques kilomètres plus loin à Moulin-des-Ponts sur la commune de Villemotier où se dirige vers le village de Coligny.
À partir de Roissiat, une route passant par la commune Courmangoux permet aussi de rejoindre la nationale directement à Saint-Étienne-du-Bois pour se rendre à Bourg-en-Bresse. Elle sert aussi de point de départ pour les chemins de randonnées qui rejoignent la plaine de Bresse.
Situation stratégique s'il en est, d'autant plus qu'entre les deux hameaux de Chevignat et de Roissiat, une route sinueuse conduit au sommet de la colline qui marque la limite entre les départements de l'Ain et du Jura pour aller ensuite rejoindre la vallée du Suran vers Montfleur.

## Urbanisme

### Typologie
Au 1er janvier 2024, Courmangoux est catégorisée commune rurale à habitat dispersé, selon la nouvelle grille communale de densité à 7 niveaux définie par l'Insee en 2022.
Elle est située hors unité urbaine. Par ailleurs la commune fait partie de l'aire d'attraction de Bourg-en-Bresse, dont elle est une commune de la couronne,. Cette aire, qui regroupe 80 communes, est catégorisée dans les aires de 50 000 à moins de 200 000 habitants,.

### Occupation des sols
L'occupation des sols de la commune, telle qu'elle ressort de la base de données européenne d’occupation biophysique des sols Corine Land Cover (CLC), est marquée par l'importance des forêts et milieux semi-naturels (49,2 % en 2018), une proportion identique à celle de 1990 (49,2 %). La répartition détaillée en 2018 est la suivante : 
forêts (32,6 %), prairies (22,2 %), terres arables (21 %), milieux à végétation arbustive et/ou herbacée (16,5 %), zones agricoles hétérogènes (3,9 %), zones urbanisées (3,7 %).
L'évolution de l’occupation des sols de la commune et de ses infrastructures peut être observée sur les différentes représentations cartographiques du territoire : la carte de Cassini (XVIIIe siècle), la carte d'état-major (1820-1866) et les cartes ou photos aériennes de l'IGN pour la période actuelle (1950 à aujourd'hui).

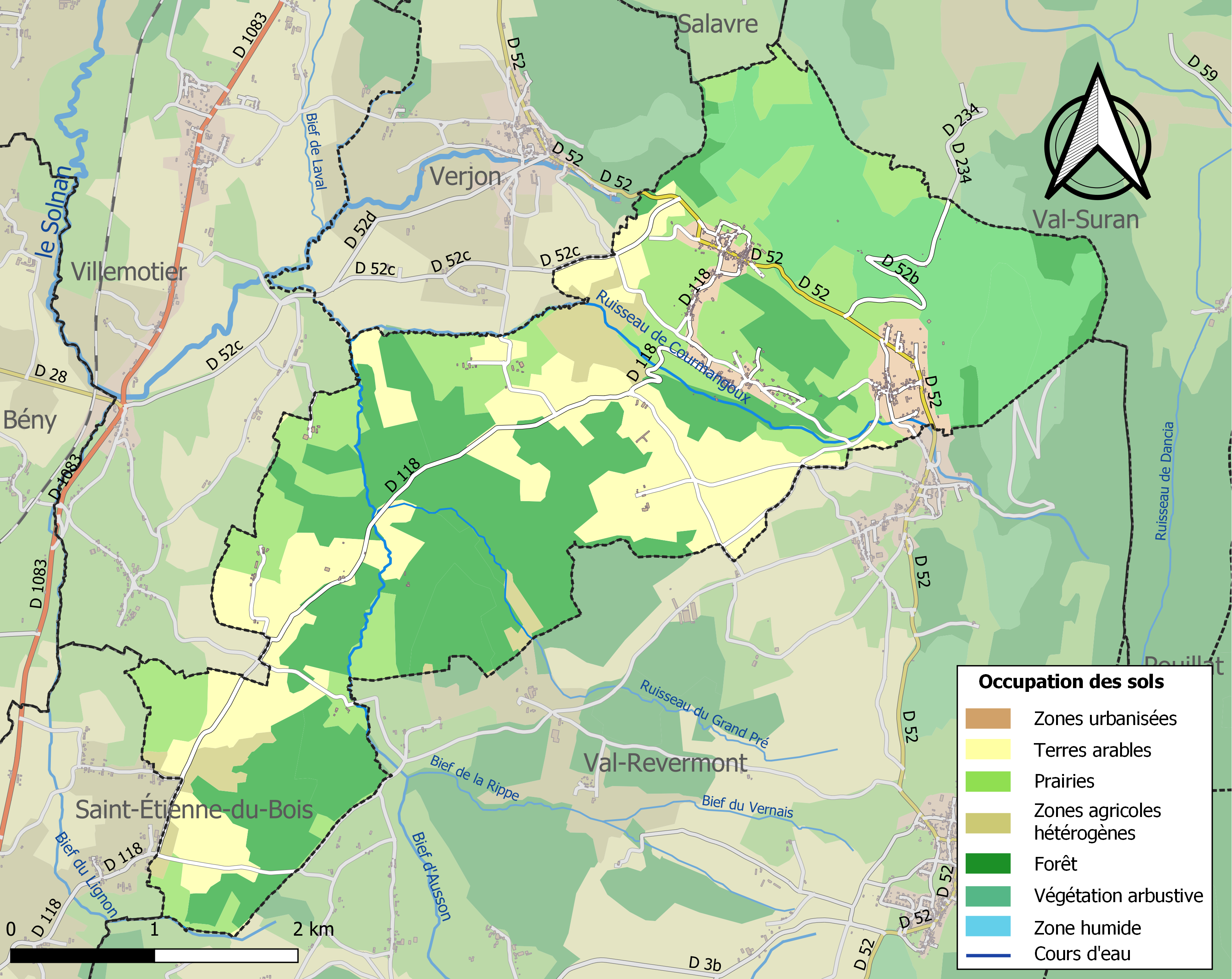
Carte des infrastructures et de l'occupation des sols de la commune en 2018 (CLC).

#### Morphologie territoriale
L'habitat de la commune est dispersé sur l'ensemble du territoire. Il est composé de trois principaux villages autour desquels existent de nombreux hameaux. La commune de Courmangoux regroupe la plus grande partie de la population, mais il existe également Roissiat avec sa carrière et son sentier Mémoire de pierre  et Chevignat. D'autres hameaux notamment ceux de la Teppe et de la Courbatière entre Courmangoux et Roissiat, existent.

#### Logement
Le nombre total de logements dans la commune est de 233. Parmi ces logements, 70,4 % sont des résidences principales, 23,2 % sont des résidences secondaires et 6,4 % sont des logements vacants. Ces logements sont pour une part de 98,8 % des maisons individuelles, aucun appartement et enfin seulement 1,2 % sont des logements d'un autre type. La part d'habitants propriétaires de leur logement est de 81,1 %. Ce qui est supérieur à la moyenne nationale qui vaut 55,3 %. En conséquence, la part de locataires est de 15,9 % sur l'ensemble des logements qui est inversement inférieure à la moyenne nationale qui est de 39,8 %. On peut noter également que 3 % des habitants de la commune sont des personnes logées gratuitement alors qu'au niveau de l'ensemble de la France le pourcentage est de 4,9 %. Toujours sur l'ensemble des logements de la commune, 0,6 % sont des studios, 11 % sont des logements de deux pièces, 19,5 % en ont trois, 29,3 % des logements disposent de quatre pièces, et 39,6 % des logements ont cinq pièces ou plus.

## Étymologie

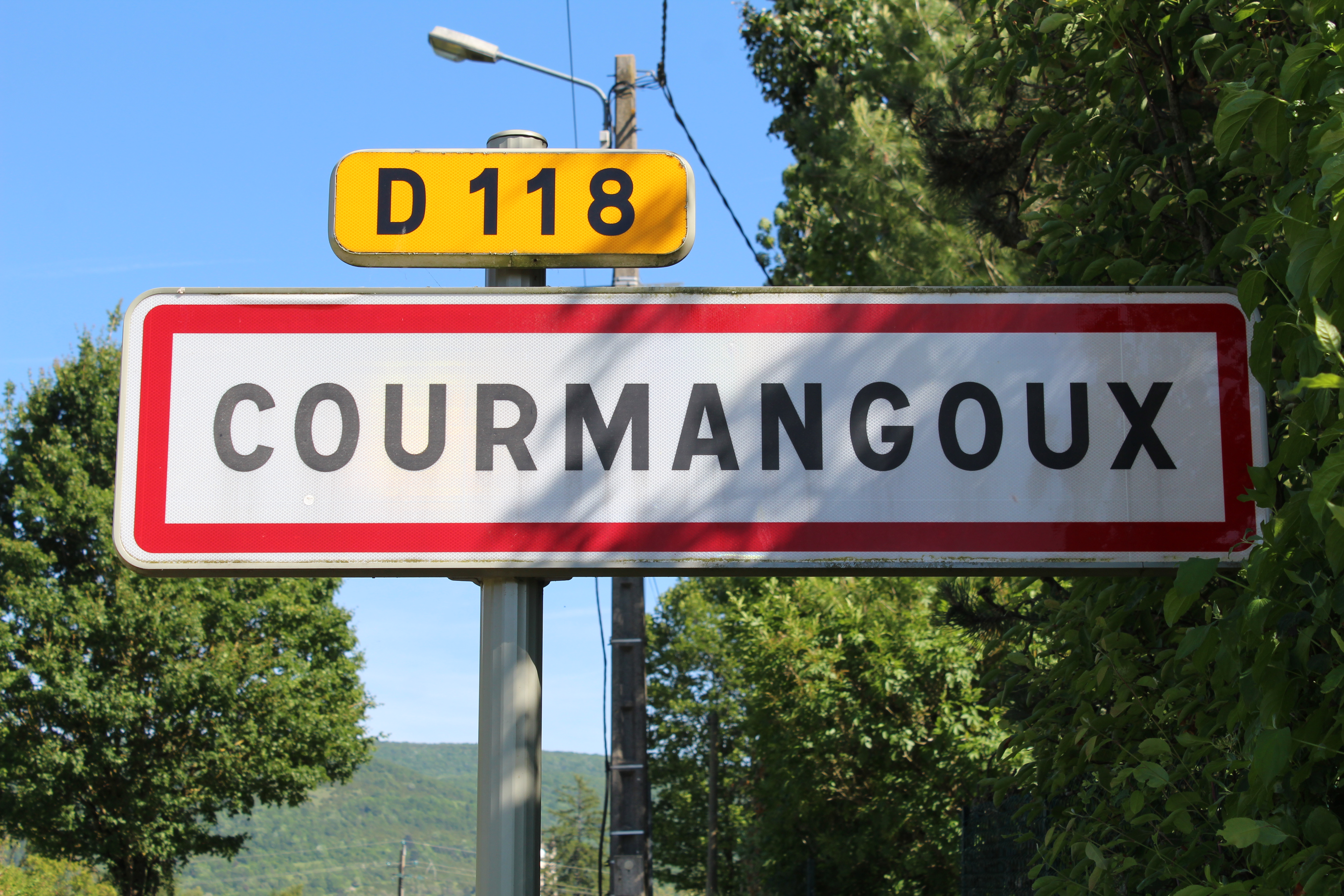
Panneau d'entrée.

### Courmangoux
Pour Perrenot dans son ouvrage sur la toponymie burgonde, Courmangoux est un nom de lieu burgonde. « Cour » proviendrait du latin « cohortem » dont un sens est « domaine » et « mangoux » proviendrait de « Mangold », nom de personne germanique burgonde qui signifie « celui qui dirige la troupe », de « mang » :  la troupe et « old » : gouverner.  Courmangoux aurait donc le sens de domaine de Mangold. Explication de la plupart des spécialistes en toponymie[réf. nécessaire].
On trouve d’autres noms de lieu très proches : comme « Manigold » en Suisse, « Manegolt » à Strasbourg, et surtout « Manigod » en Haute-Savoie dont la prononciation patoisante est « man’gou » très voisine de « mangoux » et dont l’origine est la même.
Selon une autre hypothèse, « Cor » provient de « Cortè » qui signifie « habitation », « mangon » étant une variante de « monacus » qui signifie « le moine ». Courmangoux signifierait donc « L’habitation des moines » (hypothèse de l'abbé Gringoz[réf. nécessaire]).

### Chevignat
Le hameau de Chevignat a pour origine Chivisiacum, avéré vers 962, qui veut dire « le domaine de Civisius », nom d’un patricien local.
Le château de Chevignat a été habité par la famille Piquet[réf. souhaitée]. Georges Jules Piquet (13 janvier 1839 - 18 janvier 1923), gouverneur d'Indochine et Cochinchine, a habité le château durant sa retraite. Il a été un des maires de Courmangoux.

### Roissiat
Le nom du hameau de Roissiat, dont « Rosiaco villa » est la plus ancienne mention du nom attestée en 937, a une origine également controversée :
- Première hypothèse : Roissiat pourrait avoir le sens de domaine de Rosiacus. « Roiss » : provenant de « rosiaco » nom d’origine gallo romaine et « iacum » transformé en « at » ayant le sens de domaine. Pour de nombreux spécialistes les noms se terminant en « iat », « at », « gnat »… correspondraient au nom du propriétaire suivi du suffixe « iacum » ayant le sens de domaine. Dans le cas de Roissiat, l’hypothèse est renforcée par le terme de « villa » en 937 qui signifie domaine.
- Seconde hypothèse : Roissiat selon André Game proviendrait de « rotaticum » péage prélevé sur les chariots lors du passage du col de Plain Champ. En effet, une route importante passait par Roissiat et franchissait par « Les Grandes Charrières » le col de Plain Champ en direction de la Franche-Comté. Il cite notamment « Rothazia » comme appellation ancienne de Roissiat, mais sans en donner la référence précise ni la date. Cette hypothèse est séduisante malheureusement les preuves manquent.
- Troisième hypothèse : Roissiat peut avoir pour origine le latin (mais aussi le germanique) « raus » : roseau et signifierait donc domaine des roseaux. Ce qui n’est pas impossible étant donné l’humidité du lieu. En outre au centre du hameau se trouvait l’étang (ou mare !) du Candi lieu-dit qui se traduit par source des roseaux. « Cano » en franco-provençal (l’origine est plus ancienne) signifie roseau et « di » est un terme gaulois signifiant source (en patois « douai »). Cette hypothèse est la plus vraisemblable.

## Histoire

### L'Antiquité romaine
Pour rejoindre Lyon à Besançon, la voie romaine est tracée en flanc de montagne.
Les charrettes payaient alors l'impôt du péage à Roissiat, qu'on nommera plus tard  Le Rotaticum en 843 (cf. supra).

### Le Moyen Âge
Vers l'an 463, la région est rattachée au royaume de Burgondie. Un cimetière datant probablement du VIe siècle d'une cinquantaine de tombes a été découvert sur la route entre La Courbatière et Courmangoux.
Les moines de Saint-Vincent de Mâcon s’installèrent les premiers sur le territoire de la commune de Courmangoux puis vinrent ceux de Saint-Oyen de Saint-Claude dans le haut Jura, qui prirent la relève.
Vers l'an 900, les Hongres, mercenaires du roi d'Italie, envahissent la région.
En 925, Courmangoux devient possession des sires de Coligny.
Dans un acte daté de l’an 1184, l’empereur Frédéric Barberousse confirme le rattachement de l’église de « Cormangon » (ou « Courmangou », les auteurs ne sont pas tous d'accord) à l’abbaye de Saint-Claude.
Courmangoux devient dauphinoise en 1232 mais est très vite conquise par le comte de Bourgogne Robert II en 1285, année où la peste décime plus du tiers de la population qui se montait à l'époque à quelque 1 100 habitants (alors qu'en 2017 la commune compte un peu moins de 500 habitants).
Quatre ans plus tard, Courmangoux est vendue au comte de Savoie Amédée V,
La guerre marque la vie de la commune à partir du XIVe siècle, puis pendant une grande partie du XVe siècle et même au-delà (cf. infra).
Ainsi, en 1325, les Curtimengiens participent à la sanglante bataille de Vary contre les Dauphinois.
Puis au siècle suivant, en 1434, les trois principaux villages la commune, Courmangoux, Chevignat et Roissiat sont dévastés, la contrée ruinée et brûlée par les soldats du Bourbonnais.

### La Renaissance
En 1559, par le second traité du Cateau-Cambrésis, le roi Henri II de France rétrocède la Bresse et le Revermont au duc de Savoie Emmanuel-Philibert dit Tête de Fer.
En 1618, Roissiat et Chevignat sont incendiés, vengeance de la résistance comtoise des incursions en Franche-Comté des armées françaises.
Par le traité de Lyon en 1601, sous le règne du roi Henri IV de France, le Revermont est rattaché définitivement au royaume de France et Courmangoux rattachée elle-même au mandement de Coligny-le-Neuf jusqu'à la Révolution française.
La commune de Courmangoux, comme les autres communes de la Bresse, du Revermont, du Bugey et du pays de Gex, est rattachée à la France sous le règne d'Henri IV en 1601.
Puis en 1634 débute la guerre dite de Dix ans au cours de laquelle la commune souffrit énormément des combats entre Français et Francs-Comtois. L'écrivain Bernard Clavel qui résida à Courmangoux, a raconté les péripéties de cette guerre dans une saga intitulée Les Colonnes du ciel qui  compte 5 volumes (La Saison des loups, La Lumière du lac,  La Femme de guerre, Marie Bon pain et Compagnons du Nouveau Monde), publiée de 1976 à 1981 chez Robert Laffont.

« À Courmangoux, le vent s'arrête. De quatre à deux roues passent les charrettes. »

### L'époque contemporaine
La guerre a aussi marqué la période récente puisqu'en 1944, les hameaux de Roissiat et Chevignat sont incendiés. La commune paie un lourd tribut à la Seconde Guerre mondiale.
Le 16 avril 1944, lors d'une rafle allemande, une dizaine de jeunes gens du village qui participaient à une fête de mariage sont envoyés en déportation ; un seul survivra. Un odonyme local (« Rue du 16-Avril-1944 ») rappelle cet événement.
Lors du repli des troupes allemandes, les villages de Roissiat et Chevignat sont incendiés. Le haut-Roissiat est pratiquement détruit. Il ne reste que quelques rares maisons en pierre rescapées de l'incendie qui a ravagé le haut du village.
Les Allemands, furieux de l’intense activité de la Résistance dans ce secteur, en particulier celle de 1er bataillon de FTP du capitaine Cribeillet, et du soutien actif de la population, entreprennent cette opération qui finira en calamiteuse expédition de représailles.
La commune de Courmangoux est particulièrement touchée puisque ses deux principaux hameaux, Chevignat et Roissiat, sont largement détruits le 18 juillet 1944. Les habitants s’enfuient  ou sont expulsés de leurs fermes, les animaux meurent brûlés dans leurs étables. De ce gigantesque autodafé, la lueur des incendies se voit loin dans la Bresse : c’est ce qu’on appellera « Le Grand Brûle ». À Courmangoux, le bilan immobilier est affligeant : 67 habitations détruites, ravagées par le feu ; en tout, dans les 5 villages concernés, 278 bâtiments seront brûlés,. En outre, un odonyme local (« rue du 18-Juillet-1944 ») rappelle ces événements.
Le site-monument, fait de rectangles de pierre entremêlés qui symbolisent des poutres carbonisées s’écroulant sur les maisons, s’élève désormais sur le point géographique des villages incendiés, bien visible depuis la route de la corniche du Revermont, comme un rappel du mémorable « Juillet rouge » et des violences de la guerre.
Ces deux calamités, guerre et violence, que Bernard Clavel a inlassablement combattues durant toute sa vie et dont les paroles de paix, juste sur la colline d’en face, le long du chemin « Mémoire de pierre », sont à jamais gravées dans la pierre et font contrepoint.

### L'Après-Guerre et leXXIesiècle
Malgré le déclin des activités traditionnelles, la commune connaît un nouvel essor avec la création du sentier Mémoire de pierre en 1989 et plus récemment en 2009, avec la création de la bibliothèque Bernard Clavel. Sur le sentier  Mémoire de pierre, onze pierres couchées et une pierre levée rappellent les disparus et le survivant.
Inauguré le 14 juillet 2011, le site de mémoire « Le Grand Brûle », situé entre Chevignat et Roissiat, renvoie à la terrible journée du 18 juillet 1944 où une colonne de l’armée allemande rafle, pille et brûle les villages du Revermont entre Coligny et Treffort : Cuisiat, Pressiat, les hameaux de Roissiat et de Chevignat, Verjon (cf. supra)

## Politique et administration

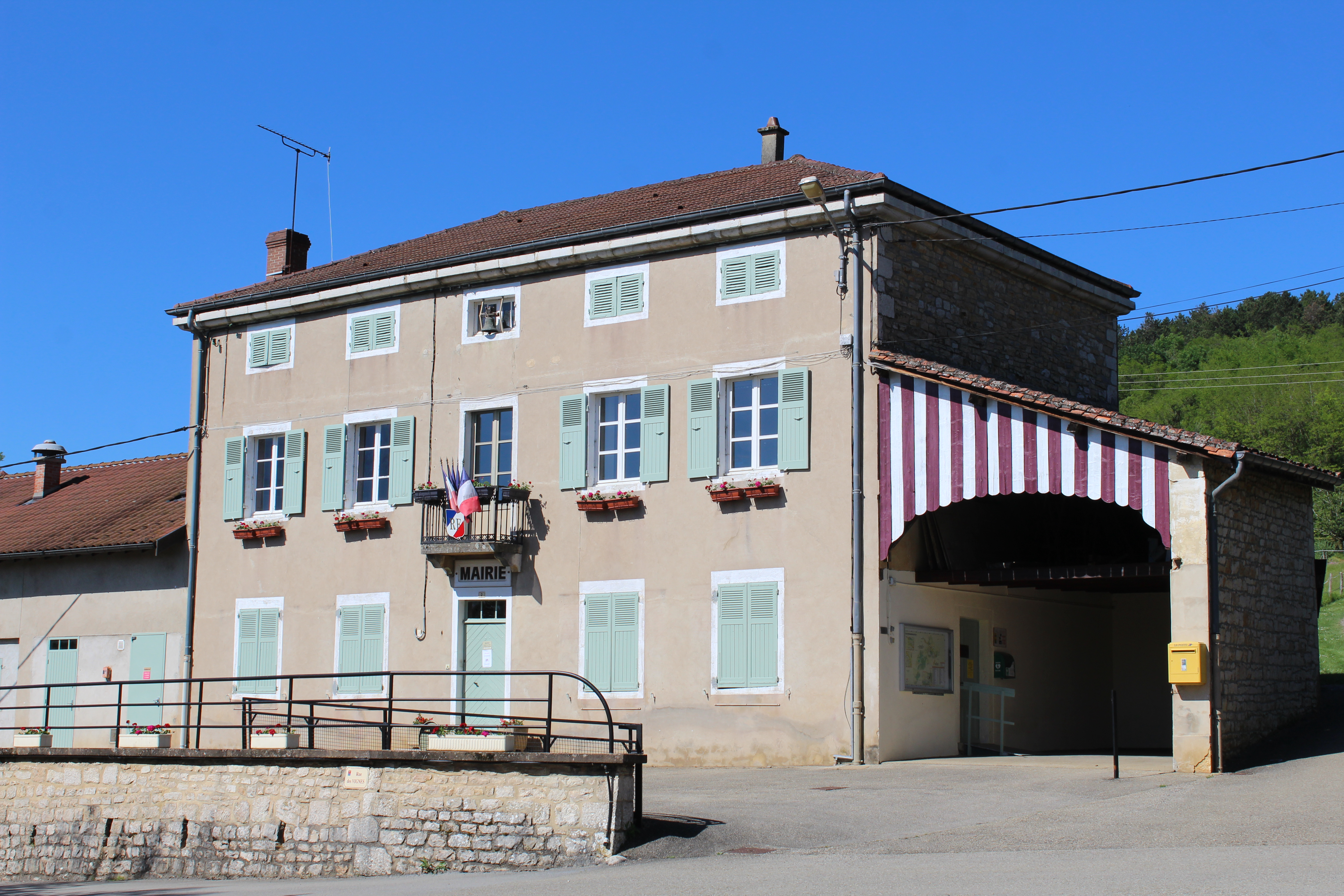
La mairie.

### Découpage territorial
La commune de Courmangoux est membre de la communauté d'agglomération du Bassin de Bourg-en-Bresse, un établissement public de coopération intercommunale (EPCI) à fiscalité propre créé le 1er janvier 2017 dont le siège est à Bourg-en-Bresse. Ce dernier est par ailleurs membre d'autres groupements intercommunaux.
Sur le plan administratif, elle est rattachée à l'arrondissement de Bourg-en-Bresse, au département de l'Ain et à la région Auvergne-Rhône-Alpes. Sur le plan électoral, elle dépend du  canton de Saint-Étienne-du-Bois pour l'élection des conseillers départementaux, depuis le redécoupage cantonal de 2014 entré en vigueur en 2015, et de la première circonscription de l'Ain  pour les élections législatives, depuis le dernier découpage électoral de 2010.

### Tendances politiques
Comme beaucoup de petites communes rurales, la tâche essentielle de l'équipe municipale est d'abord d'améliorer la vie de ses habitants et de ménager les investissements nécessaires au maintien et à l'amélioration des infrastructures du village.

### Administration municipale

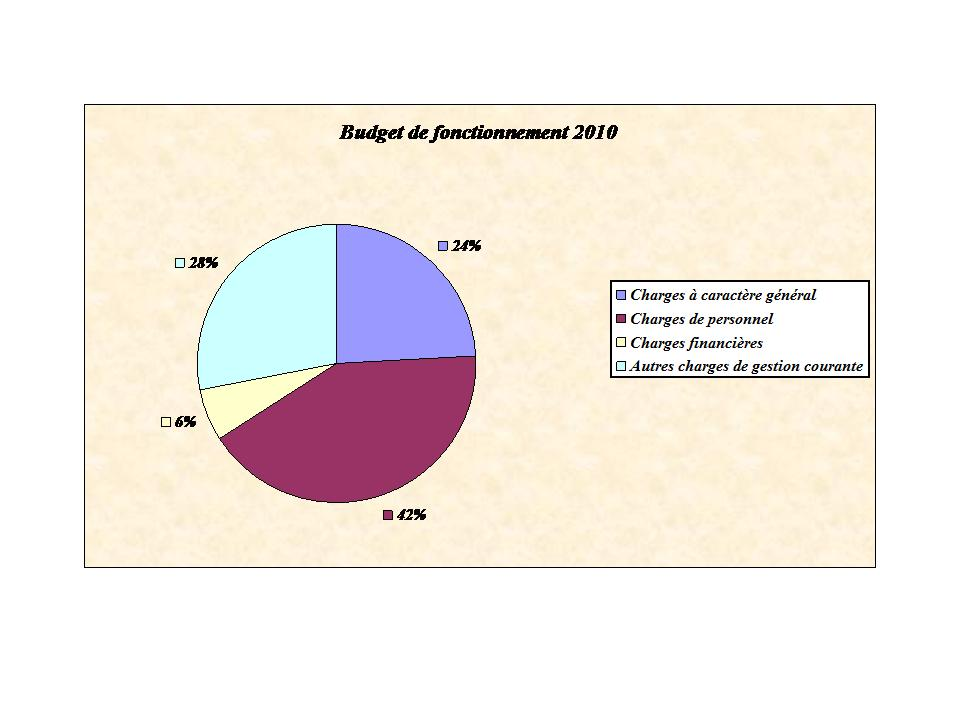
Budget 2010.

La politique suivie par les différents conseils municipaux qui se sont succédé s'est surtout orientée vers l'action locale et l'activation de la vie sociale de la commune. Depuis quelques années, l'accent est mis sur l'action communale et sur le regroupement des forces intercommunales :
- au niveau communal : traçage et entretien des chemins de randonnée, de l'étang de Chevignat, gestion de la brocante annuelle, sculptures du chemin Mémoire de pierre à Roissiat...

La bibliothèque Bernard-Clavel est une initiative communale (elle dispose de 3 500 livres et revues dont environ 800 proviennent de la bibliothèque de Lecturel). De nombreuses animations sont réalisées par les bénévoles de la bibliothèque : Opération Premières Pages, journée portes-ouvertes pour les enfants ou les adultes, rencontre avec des écrivains, yoga de saison avec lecture de textes... 
- au niveau du canton : définition et mise en place d'une politique culturelle, et d'une politique d'aménagement du territoire (déchèterie de Treffort, plan-d'eau de Cuisiat-Treffort, syndicat d'initiative et tourisme à Saint-Étienne du Bois...).

### Liste des maires
Liste de l'ensemble des maires qui se sont succédé à la mairie de la commune :
| Période                                  | Période  | Identité        | Étiquette | Qualité                   |
| ---------------------------------------- | -------- | --------------- | --------- | ------------------------- |
| 1995                                     | 2008     | Gérard Guret    |           | Réélu en 2001             |
| 2008                                     | En cours | Mireille Mornay | SE        | Employée - réélue en 2014 |
| Les données manquantes sont à compléter. |          |                 |           |                           |

## Population et société
Courmangoux fait partie des communes ayant reçu l’étoile verte espérantiste, distinction remise aux maires de communes recensant des locuteurs de la langue construite espéranto.

### Démographie
L'évolution du nombre d'habitants est connue à travers les recensements de la population effectués dans la commune depuis 1793. Pour les communes de moins de 10 000 habitants, une enquête de recensement portant sur toute la population est réalisée tous les cinq ans, les populations de référence des années intermédiaires étant quant à elles estimées par interpolation ou extrapolation. Pour la commune, le premier recensement exhaustif entrant dans le cadre du nouveau dispositif a été réalisé en 2008.
En 2022, la commune comptait 513 habitants, en évolution de +1,58 % par rapport à 2016 (Ain : +5,15 %, France hors Mayotte : +2,11 %).
| 1793  | 1800  | 1806  | 1821  | 1831  | 1836 | 1841 | 1846 | 1851 |
| ----- | ----- | ----- | ----- | ----- | ---- | ---- | ---- | ---- |
| 1 003 | 1 050 | 1 048 | 1 060 | 1 000 | 975  | 926  | 919  | 886  |

| 1856 | 1861 | 1866 | 1872 | 1876 | 1881 | 1886 | 1891 | 1896 |
| ---- | ---- | ---- | ---- | ---- | ---- | ---- | ---- | ---- |
| 828  | 838  | 783  | 783  | 796  | 766  | 736  | 680  | 641  |

| 1901 | 1906 | 1911 | 1921 | 1926 | 1931 | 1936 | 1946 | 1954 |
| ---- | ---- | ---- | ---- | ---- | ---- | ---- | ---- | ---- |
| 680  | 675  | 639  | 554  | 551  | 536  | 510  | 448  | 389  |

| 1962 | 1968 | 1975 | 1982 | 1990 | 1999 | 2006 | 2008 | 2013 |
| ---- | ---- | ---- | ---- | ---- | ---- | ---- | ---- | ---- |
| 395  | 354  | 296  | 310  | 327  | 360  | 461  | 490  | 507  |

| 2018 | 2022 | - | - | - | - | - | - | - |
| ---- | ---- | - | - | - | - | - | - | - |
| 508  | 513  | - | - | - | - | - | - | - |

## Économie
La géographie de la commune explique son économie : 
- ses terres agricoles en contrebas vers la plaine de Bresse ont permis de développer une agriculture basée sur les céréales, surtout le blé et le maïs[Note 4].
- sa montagne avec une pierre de bonne qualité a permis l'exploitation d'une carrière toujours en activité. La vigne qui s'élevait sur les coteaux dominant le village n'est plus aujourd'hui qu'un souvenir et la fête des vendanges célébrée le deuxième dimanche d'octobre est devenue une brocante réputée qui se déroule le 15 août.

C'est aussi un village en expansion qui a réussi à enrayer son déclin démographique grâce à son dynamisme.

### Revenus de la population et fiscalité
Selon l'enquête de l'INSEE en 1999, les revenus moyens par ménage sont de l'ordre de 13 938 euros par an, alors que la moyenne nationale est de 15 027 euros par an. Il n'y a pas de redevables de l'impôt de solidarité sur la fortune (ISF) à Courmangoux.

### Emploi
En 1999, la population de Courmangoux se répartissait à 43,1 % d'actifs, ce qui est légèrement inférieur au 45,2 % d'actifs de la moyenne nationale, 28,9 % de retraités, un chiffre supérieur au 18,2 % national. On dénombrait également 17,8 % de jeunes scolarisés et 10,3 % d'autres personnes sans activité.
Le taux d'activité  de la population des 20 à 59 ans de Courmangoux était de 87 %, avec un taux de chômage de 12,3 %, donc légèrement inférieur à la moyenne nationale de 12,9 % de chômeurs.
Répartition des emplois par domaine d'activité
|                             | Agriculteurs | Artisans, commerçants, chefs d'entreprise | Cadres, professions intellectuelles | Professions intermédiaires | Employés | Ouvriers |
| --------------------------- | ------------ | ----------------------------------------- | ----------------------------------- | -------------------------- | -------- | -------- |
| Courmangoux                 | 7,3 %        | 7,3 %                                     | 7,3 %                               | 26,8 %                     | 24,4 %   | 26,8 %   |
| Moyenne nationale           | 2,4 %        | 6,4 %                                     | 12,1 %                              | 22,1 %                     | 29,9 %   | 27,1 %   |
| Sources des données : INSEE |              |                                           |                                     |                            |          |          |

### Entreprises de l'agglomération
On dénombre, en 2004, seize entreprises dont la majorité sont des entreprises de construction et des commerces.

## Culture et patrimoine

### Lieux et monuments

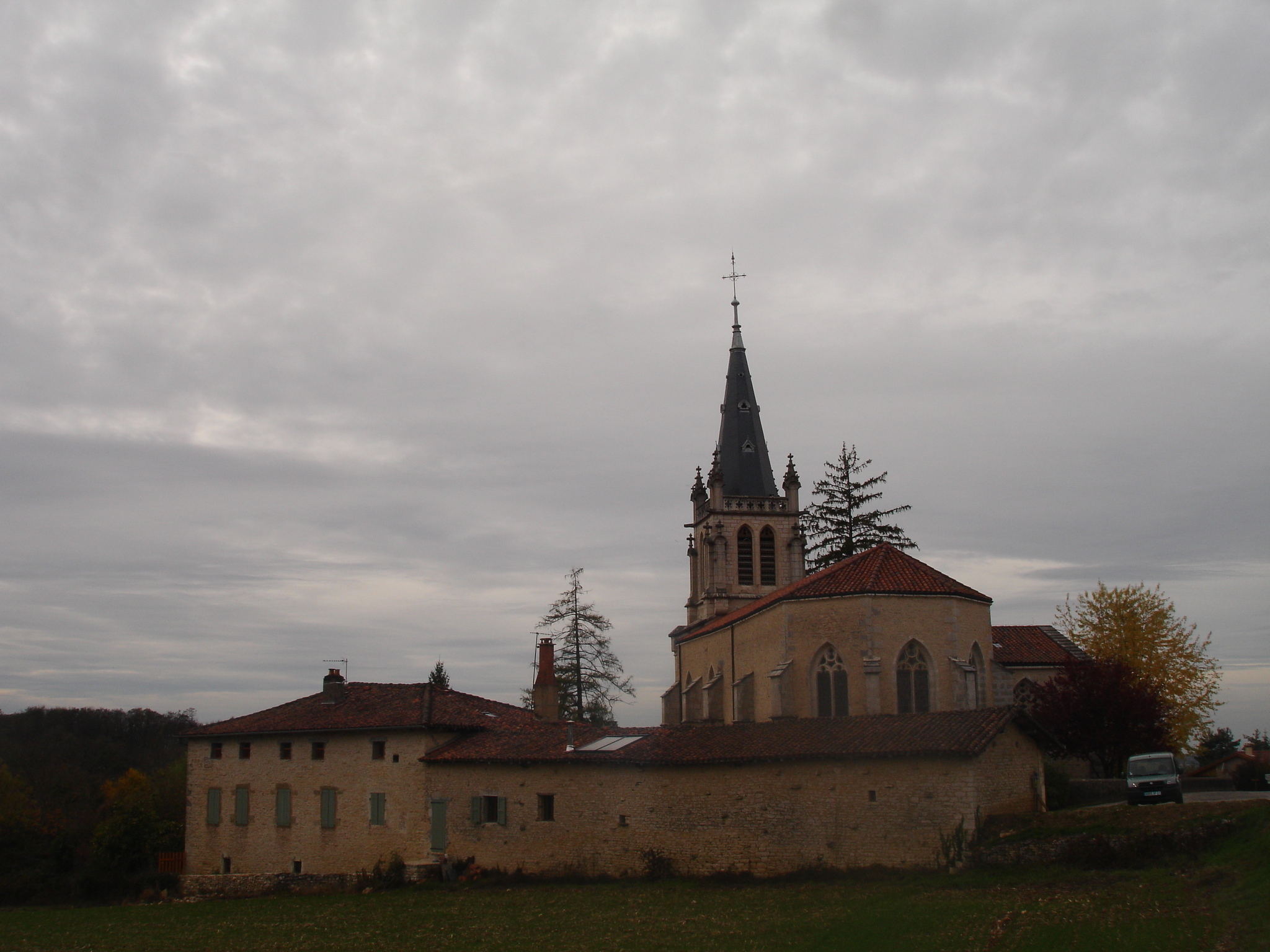
Église Saint-Oyen et cure.

- L'église Saint-Oyen est un monument du début du XVIe siècle avec ses fenêtres à l'architecture gothique qui a été plusieurs fois restauré et son clocher reconstruit en 1823 après sa destruction pendant la Révolution et un beau retable dans la chapelle Nord. L'intérieur comprend quelques pièces intéressantes parmi lesquelles une ouverture biaise vers le chœur, un christ et une vierge à l'enfant en bois du XVIIIe siècle et un beau retable dans la chapelle Nord. La pièce maîtresse est un repositoire en pierre datant de la fin du XVe siècle.
- Chapelle Saint-Sébastien : dans le hameau de Chevignat, on peut admirer une petite chapelle restaurée.
- Gibet du Col de plain Champ

### Événements
- Chaque année est organisé un concert de jazz à Roissiat au mois d’août avec le saxophoniste Louis Sclavis.

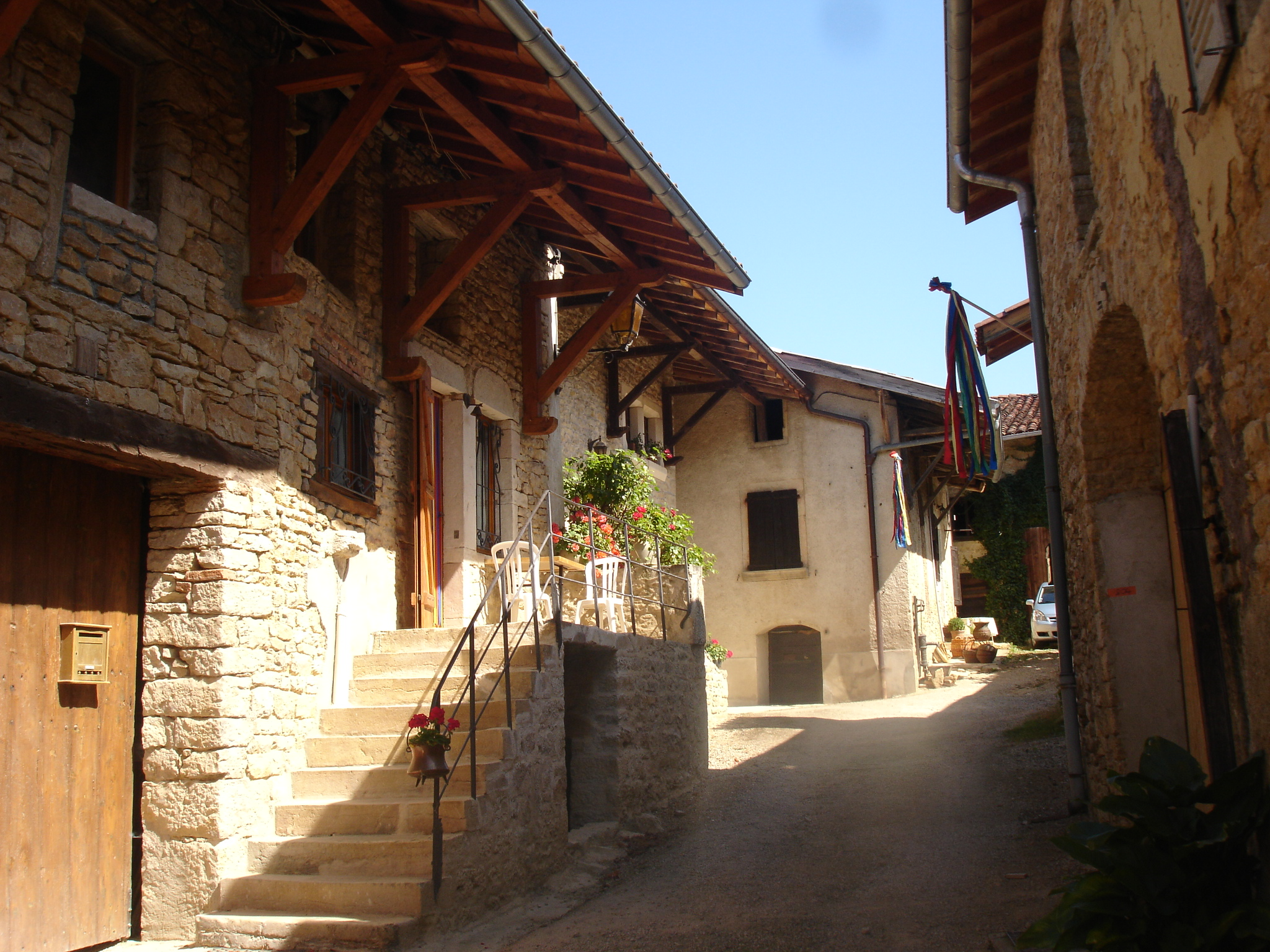
Maisons anciennes dans le bas de Roissiat.
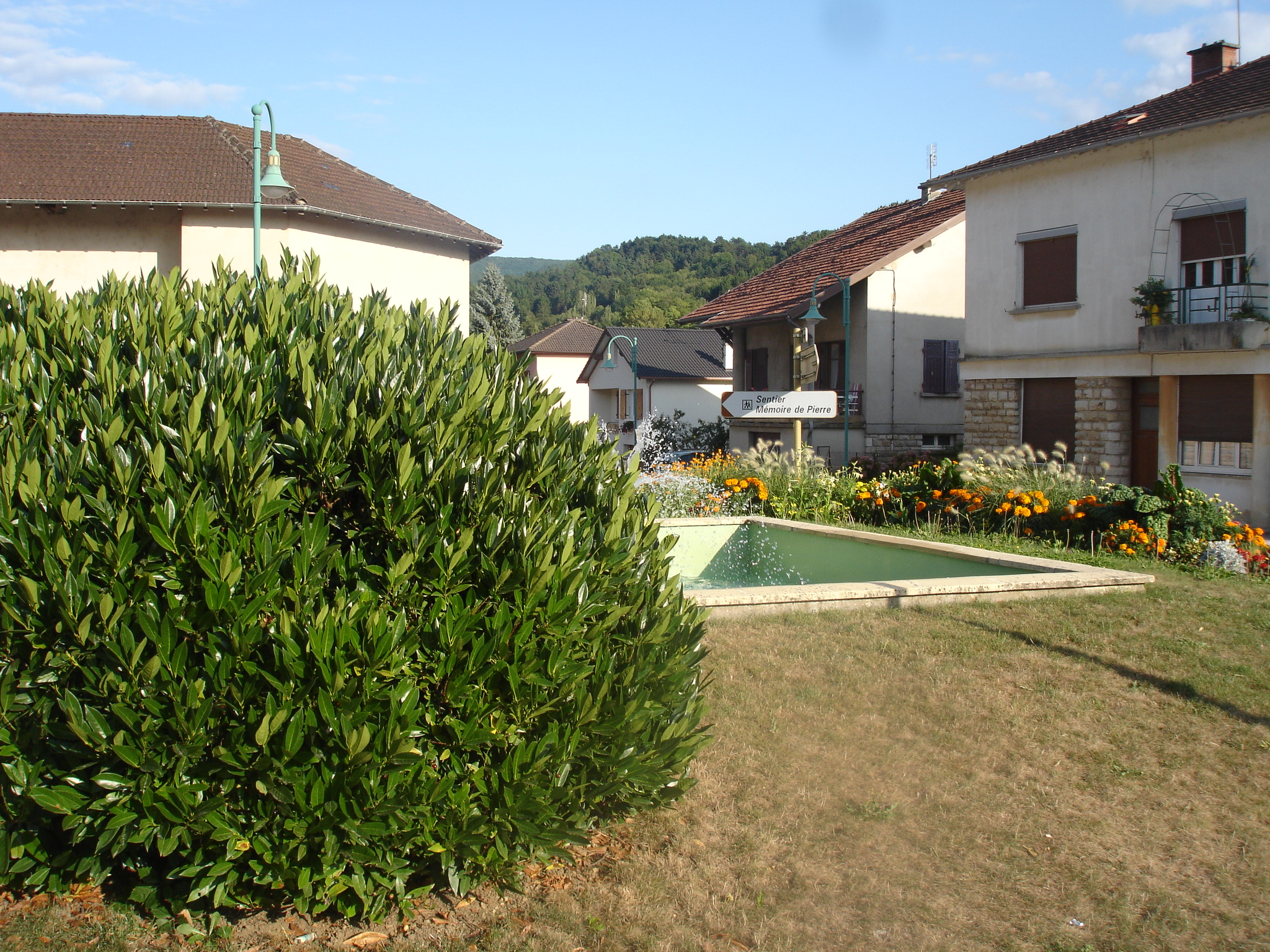
La place de Roissiat.
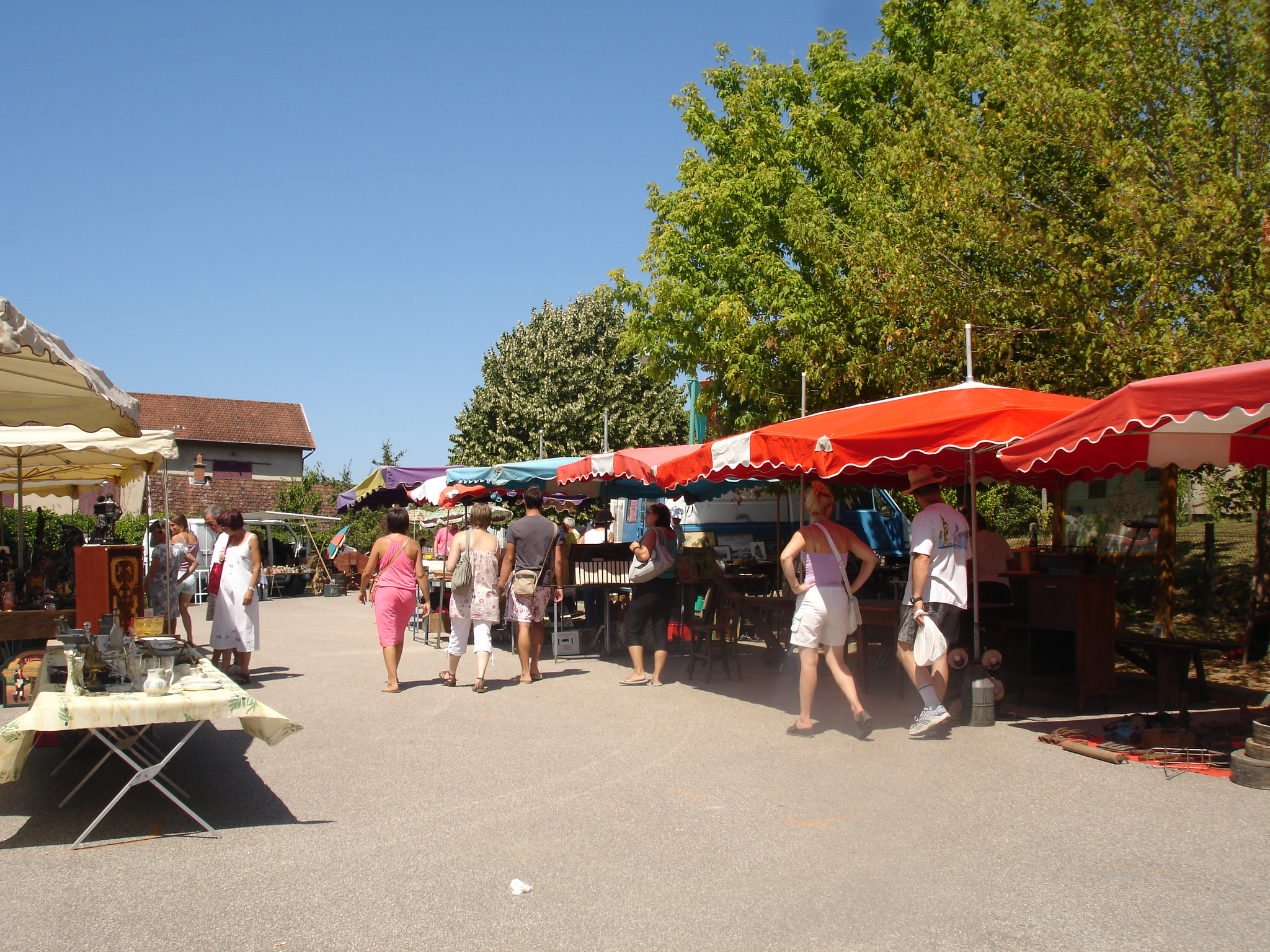
Brocante à Roissiat.
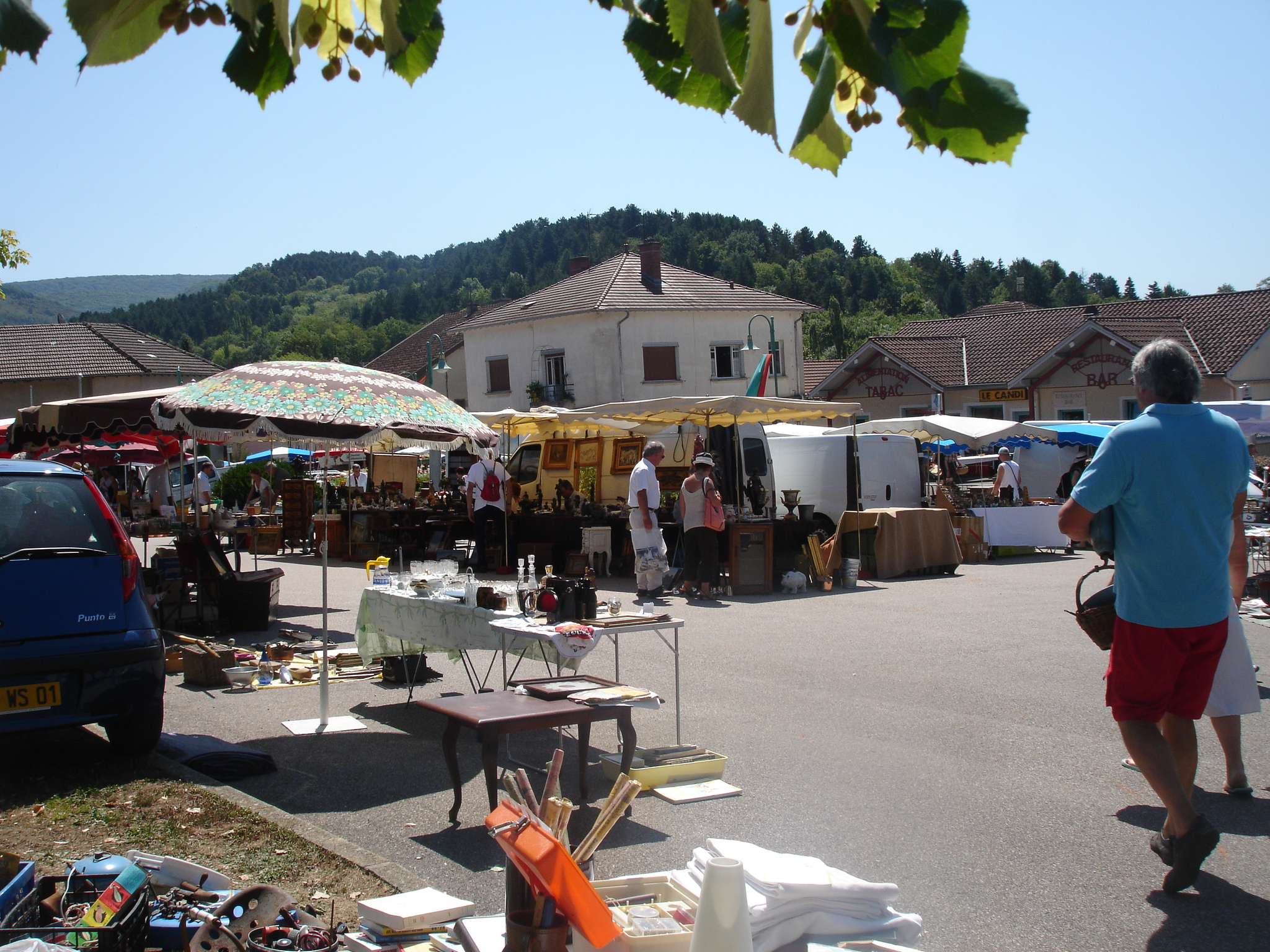
Brocante à Roissiat.
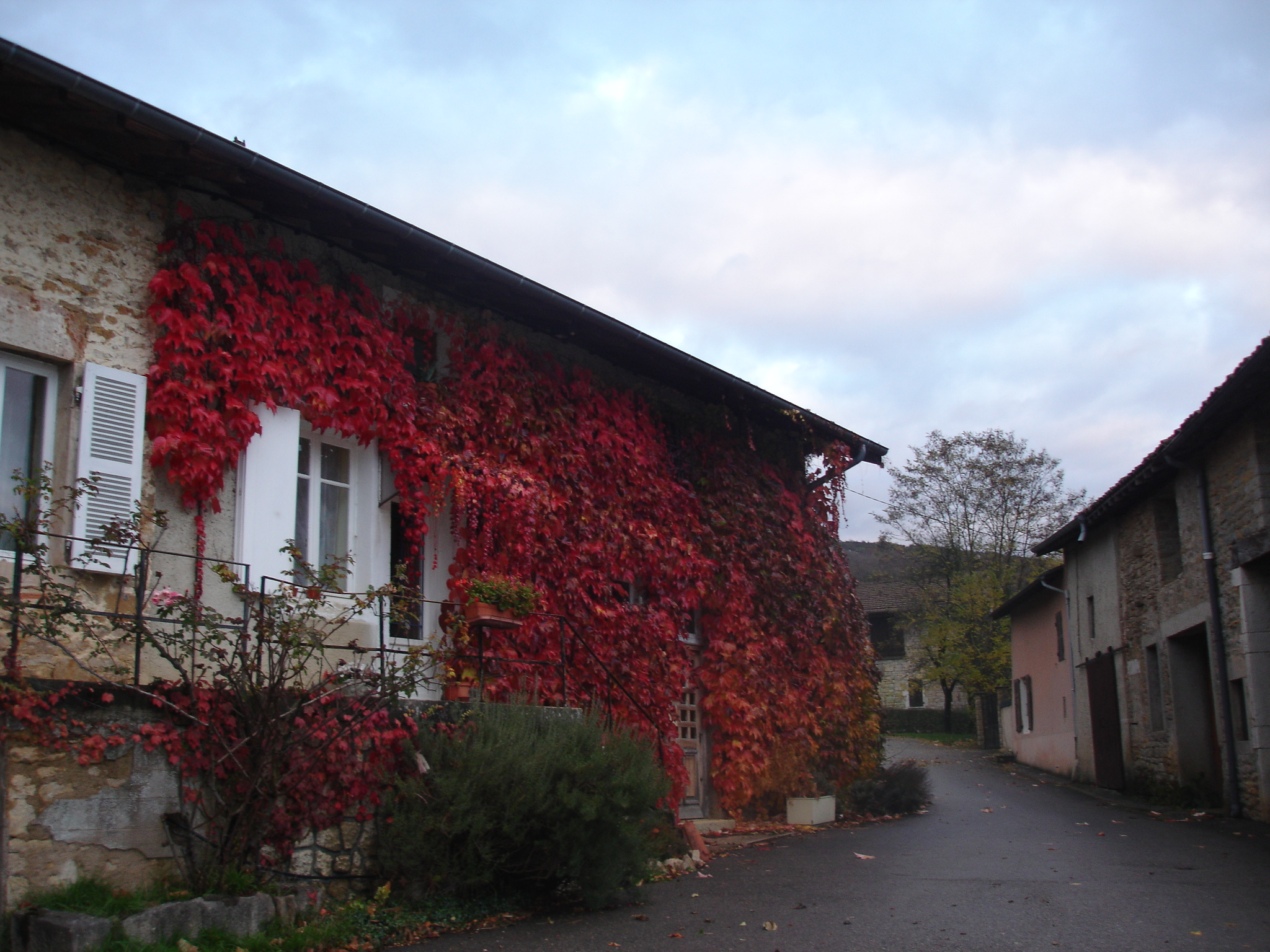
Le haut de Roissiat en automne.
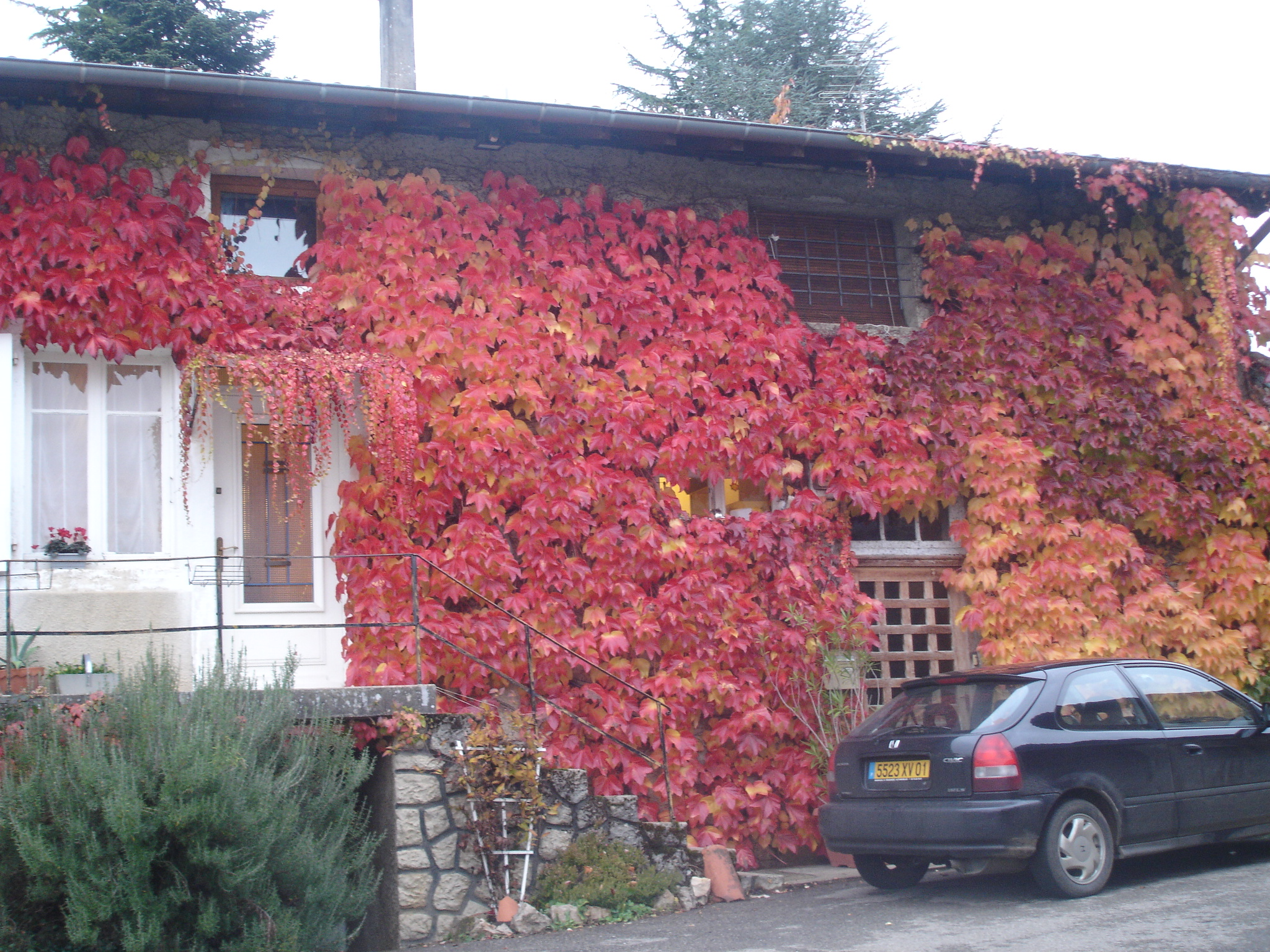
Le haut de Roissiat en automne.
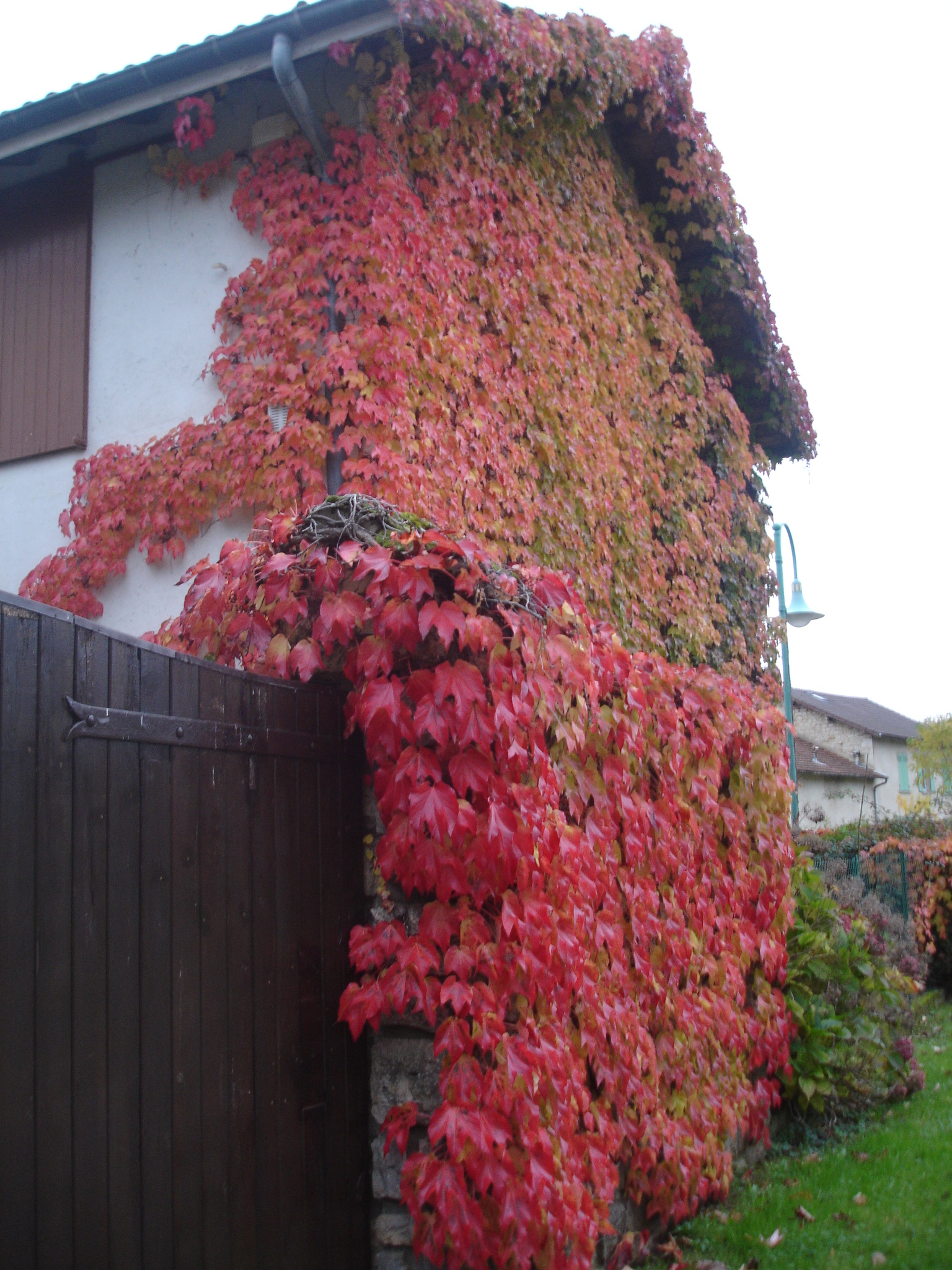
Le haut de Roissiat en automne.
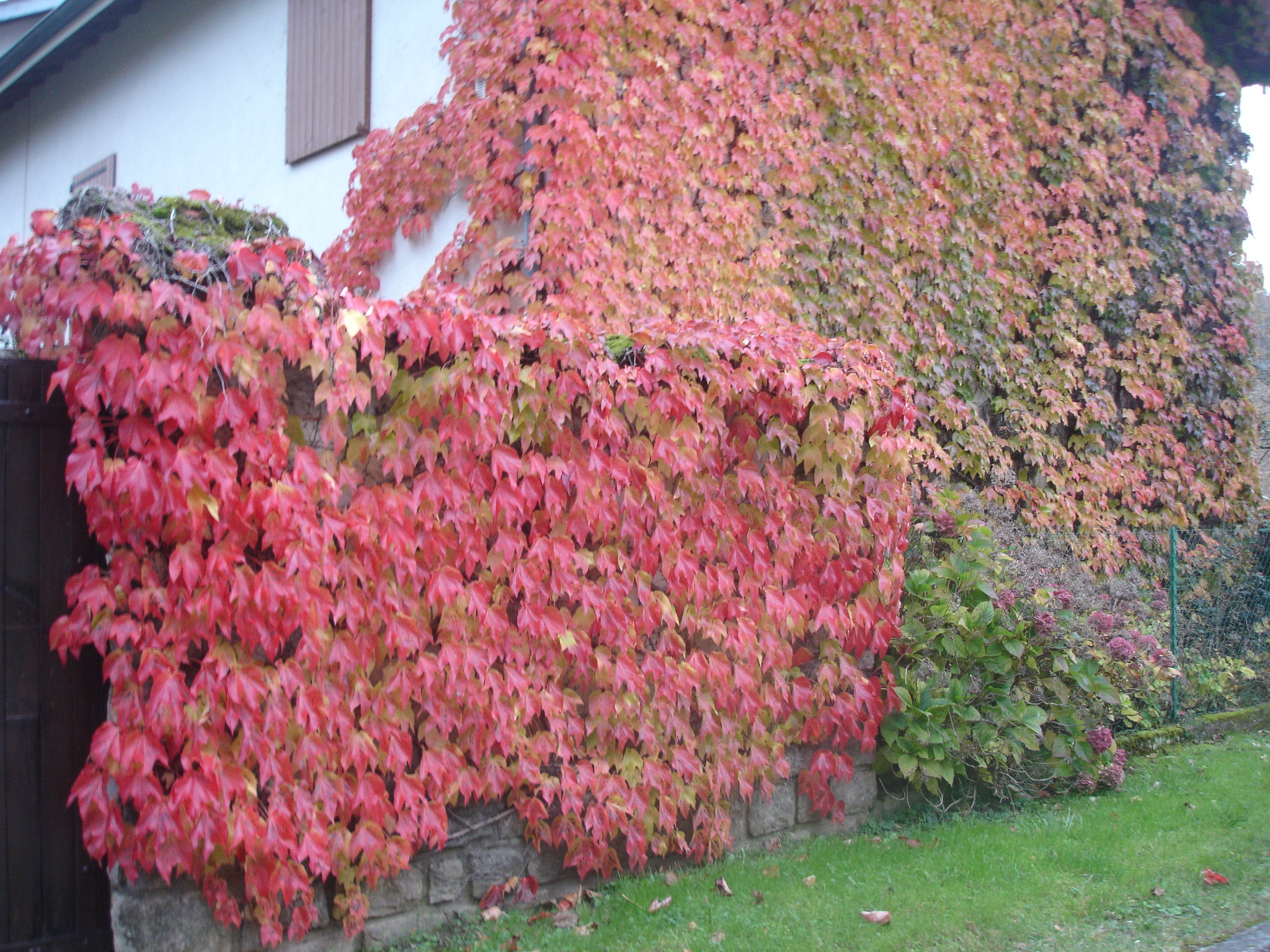
Le haut de Roissiat en automne.

### Personnalités liées à la commune
- L'écrivain Bernard Clavel[27], natif de Lons-le-Saunier est revenu s'installer près de sa région d'origine, à la Courbatière, un hameau de la commune de Courmangoux.
- L'écrivain Roger Vailland, prix Goncourt 1957 pour son roman La Loi, qui a longtemps vécu à Meillonnas, a puisé pour ses deux derniers romans dans les noms des villages de la route du Revermont pour les noms de ses personnages : 
  - Jasseron et Jeanne Treffort, personnages de La Fête,
  - le père Verjon et Frédérique Courmangoux personnages de La Truite. Courmangoux est en effet le nom de jeune fille de l'héroïne de son dernier roman, celle qu'on surnomme la Truite qui, comme Bernard Clavel, est née à Lons-le-Saunier.
- Charles Revel : né en 1603, avocat au Présidial de Bourg-en-Bresse. Il a écrit un Traité des usages des pays de Bresse, Bugey, Valromay et Gex.
- Vincent Vuillot : né en 1796, chanoine de Belley et directeur du grand séminaire.
- Georges Jules Piquet : né en 1836, gouverneur de la Cochinchine en 1887, de l'Inde française en 1888 puis gouverneur général de l'Indochine. Décédé à Chevignat en 1923.

### Héraldique
| Blason de Courmangoux | Blason  | Coupé emmanché de trois pièces du second : au premier de gueules à l'aigle d'argent, membrée, becquée et couronnée d'azur, armée et lampassée d'or, au second d'azur à la crosse épiscopale d'or issant d'un croissant d'argent soutenu de trois besants du même ordonnés 2 et 1. |
| Blason de Courmangoux | Détails | Le blason de Courmangoux, conçu par Pierre Chaix en 1996, s’inspire de l’histoire de la commune. L’aigle d’argent rappelle les sires de Coligny et la crosse épiscopale le diocèse de Saint-Claude.                                                                               |